# 圖拉真拱門 (安科納)
圖拉真拱門（Arch of Trajan）是位於義大利城市安科納的一座羅馬凯旋门，以紀念羅馬皇帝圖拉真。歷史上圖拉真從安科納出發，進行了對達契亞的最終戰爭。